# Montgolfier Glacier
Montgolfier Glacier är en glaciär i Antarktis. Den ligger i Västantarktis. Argentina, Chile och Storbritannien gör anspråk på området. Montgolfier Glacier ligger 851 meter över havet.
Terrängen runt Montgolfier Glacier är varierad. Trakten är obefolkad. Det finns inga samhällen i närheten. 